# Greenbo Lake
Der Greenbo Lake ist ein kleiner Stausee im Greenup County im US-Bundesstaat Kentucky.
Er ist Teil des Greenbo Lake State Resort Parks und im Einzugsgebiet des Ohio River. Der See hat eine Fläche von rund 75 Hektar und ist bis zu 18 m tief. Er wird gebildet durch den aufgestauten Claylick Creek sowie dessen Zuflüssen Buffalo Branch und Pruitt Fork.
Die Initiative zur Schaffung eines Sees für Angler und zur allgemeinen Freizeit-Gestaltung ging 1948 von George Collins und dem Greenup Fish & Game Club aus. Nach der Auswahl des geeigneten Standortes wurde als Name des zukünftigen Sees "Greenbo", zusammengesetzt aus den Namen der beteiligten Countys Greenup und Boyd, gewählt. Bei der 1953 begonnenen Sammlung der notwendigen Gelder nahm man $ 210.500 ein. 1955 wurde der Greenbo Dam fertiggestellt, seit 1970 ist der See Teil des State Parks.
Im See wurden für die Angler Welse, Forellen und Blaue Sonnenbarsche (Bluegill) ausgesetzt. Bekannt ist er auch für die großen Forellenbarsche.